# العلاقات الزيمبابوية الصربية
العلاقات الزيمبابوية الصربية هي العلاقات الثنائية التي تجمع بين زيمبابوي وصربيا.

## مقارنة بين البلدين
هذه مقارنة عامة ومرجعية للدولتين:
| وجه المقارنة                                              | زيمبابوي | صربيا                                                      |
| --------------------------------------------------------- | --- | ---------------------------------------------------------- |
| المساحة (كم2)                                             | 390.76 ألف | 88.36 ألف                                                  |
| عدد السكان (نسمة)                                         | 16.53 مليون | 7.02 مليون                                                 |
| الكثافة السكانية (ن./كم²)                                 | 42.3 | 79.45                                                      |
| العاصمة                                                   | هراري | بلغراد                                                     |
| اللغة الرسمية                                             | لغة إنجليزية، اللغة الشونا، النديبيلية الشمالية ‏، لغة الشيشيوا، Barwe ‏، Kalanga language ‏، Tshwa language ‏، النداو ‏، اللغة التسونجا، لغة الإشارة الزيمبابوية ‏، اللغة السوتية، تونغا ‏، اللغة التسوانية، اللغة الفيندية، اللغة الكوسية | اللغة الصربية                                              |
| العملة                                                    | دولار أمريكي | دينار صربي                                                 |
| الناتج المحلي الإجمالي (بليون دولار)                      | 17.85 مليار | 41.43 مليار                                                |
| الناتج المحلي الإجمالي (تعادل القوة الشرائية) بليون دولار | 27.88 مليار | 100.13 مليار                                               |
| الناتج المحلي الإجمالي الاسمي للفرد دولار أمريكي          | 924 | 5.24 ألف                                                   |
| الناتج المحلي الإجمالي للفرد دولار أمريكي                 | 1.79 ألف | 13.59 ألف                                                  |
| مؤشر التنمية البشرية                                      | 0.509 | 0.771                                                      |
| رمز المكالمات الدولي                                      | +263 | +381                                                       |
| رمز الإنترنت                                              | .zw | .rs، .срб ‏                                                 |
| المنطقة الزمنية                                           | ت ع م+02:00 | توقيت وسط أوروبا، ت ع م+01:00، ت ع م+02:00، أوروبا/بلغراد ‏ |

## منظمات دولية مشتركة
يشترك البلدان في عضوية مجموعة من المنظمات الدولية، منها:
| علم المنظمة | اسم المنظمة                               | تاريخ انضمام زيمبابوي | تاريخ انضمام صربيا |
| ----------- | ----------------------------------------- | --------------------- | ------------------ |
|             | مؤسسة التنمية الدولية                     | 29 سبتمبر 1980        | 25 فبراير 1993     |
|             | الأمم المتحدة                             | 25 أغسطس 1980         | 1 نوفمبر 2000      |
|             | منظمة الشرطة الجنائية الدولية             | ?                     | ?                  |
|             | المركز الدولي لتسوية المنازعات الاستشارية | 19 يونيو 1994         | 8 يونيو 2007       |
|             | الاتحاد الدولي للاتصالات                  | 10 فبراير 1981        | 1 يونيو 2001       |
|             | الفريق المعني برصد الأرض                  | ?                     | ?                  |
|             | البنك الدولي للإنشاء والتعمير             | 29 سبتمبر 1980        | 25 فبراير 1993     |
|             | الاتحاد البريدي العالمي                   | ?                     | ?                  |
|             | منظمة حظر الأسلحة الكيميائية              | ?                     | ?                  |
|             | مؤسسة التمويل الدولية                     | 29 سبتمبر 1980        | 25 فبراير 1993     |
|             | وكالة ضمان الاستثمار متعدد الأطراف        | 10 أبريل 1992         | 19 مارس 1993       |
|             | يونسكو                                    | 22 سبتمبر 1980        | 20 ديسمبر 2000     |

## وصلات خارجية
- موقع وزارة الخارجية الزيمبابوية
- موقع وزارة الخارجية الصربية